# Henry Kaltenbrunn
Henry Gustaves Kaltenbrunn (15 de maio de 1897 — 15 de fevereiro de 1971) foi um ciclista sul-africano.
Nas Olimpíadas de Antuérpia 1920, Kaltenbrun conquistou a medalha de prata no contrarrelógio individual e bronze na perseguição por equipes, junto com James Walker, Sammy Goosen e William Smith.
Disputou as Olimpíadas de Paris 1924, terminando em 11º na prova de estrada individual, e abandonou a corrida de 50 km.